# Gert Muhr
Gert Muhr (* 8. September 1943 in Graz; † 29. Oktober 2020 in Dietersdorf, Steiermark) war ein österreichischer Chirurg und Hochschullehrer an der Ruhr-Universität Bochum. Er war von 1983 bis 2010 Direktor der Chirurgischen Klinik und Ärztlicher Direktor des Berufsgenossenschaftlichen Universitätsklinikums Bergmannsheil.

## Leben
Gert Muhr studierte 1961–1968 an der Universität Graz Medizin. 1970 wechselte er mit Harald Tscherne an die Medizinische Hochschule Hannover. Im Sommer 1974 habilitierte er sich in Unfallchirurgie. Im Oktober 1977 wurde er zum apl. Professor ernannt. 1981 wurde Muhr als Leiter der Unfallchirurgie (C 3) im Universitätsklinikum des Saarlandes berufen. Er wechselte im Mai 1983 nach Bochum und wurde Direktor der Chirurgischen Klinik und Poliklinik des Bergmannsheil, einem Standort des Universitätsklinikum der Ruhr-Universität Bochum. Zugleich wurde er Professor für Chirurgie und Unfallchirurgie an der Ruhr-Universität Bochum (RUB). Schüler auf Lehrstühlen sind Axel Ekkernkamp in Greifswald, Christoph Josten in Leipzig und sein Nachfolger Thomas A. Schildhauer.
Die Chirurgische Klinik des Bergmannsheil hat 257 Betten. Sie umfasst die Bereiche Unfallchirurgie, Allgemeinchirurgie, septische Chirurgie, Intensivmedizin und Neurotraumatologie. Neben Akuttraumatologie liegt der Schwerpunkt in Komplikationsbehandlungen. 1999 wurde Muhr auch zum Dekan der Medizinischen Fakultät der RUB gewählt. Dieses Amt führte er bis zu seinem Ausscheiden aus seinen aktiven Diensten im Bergmannsheil ununterbrochen aus. Am 30. September 2010 wurde Muhr emeritiert. Den Lebensabend verbrachte er in Dietersdorf, einer Katastralgemeinde von Bad Loipersdorf in der Oststeiermark. Dort beriet er die Freiwillige Feuerwehr, die ihn 2019 zum Ehrenbereichsfeuerwehrarzt ernannte.
Muhr war Ehrenmitglied zahlreicher nationaler und internationaler Fachvereinigungen, unter anderem der Gesellschaften für Unfallchirurgie in den USA, in Deutschland, Österreich, Tschechien und Ungarn.

## Veröffentlichungen
- mit Friedrich Mehrhoff und Renate C. Meindl: Unfallbegutachtung. 12., überarb. und erw. Auflage. Berlin: de Gruyter 2010. ISBN 978-3-11-020230-4.
- mit Ernst-Josef Müller: Wirbelsäulenverletzungen. Stuttgart: Thieme 1997. ISBN 978-3-13-106631-2
- mit Imo Scheuer: Die Meniskusnaht. Eine sinnvolle Therapie. Hefte zur Unfallheilkunde 193. Berlin u. a.: Springer 1988. ISBN 978-3-540-18957-2.